# Сучугов, Андрей Васильевич
Андрей Васильевич Сучугов — советский хозяйственный, государственный и политический деятель, Герой Социалистического Труда.

## Биография
Родился в 1903 году в селе Чёрная Слобода. Член КПСС.
С 1920 года — на хозяйственной, общественной и политической работе. В 1920—1980 гг. — крестьянин в собственном хозяйстве, колхозник, председатель колхоза «Вперед» Шацкого района Рязанской области, участник Великой Отечественной войны, председатель колхоза «Вперед» Шацкого района Рязанской области.
Указом Президиума Верховного Совета СССР от 8 января 1960 года присвоено звание Героя Социалистического Труда с вручением ордена Ленина и золотой медали «Серп и Молот».
Умер в Чёрной Слободе в 1988 году.